# Septfonds
Septfonds é uma comuna francesa na região administrativa da Occitânia, no departamento de Tarn-et-Garonne. Estende-se por uma área de 27.05 km², e possui 2.225 habitantes, segundo o censo de 2018, com uma densidade de 82 hab/km².